# Annapurna II
Annapurna II là một phần của khối núi Annapurna và là mỏ phía bắc của khối. Lần đầu leo lên năm 1960 bởi một nhóm người Anh/Ấn Độ/Nepal dẫn đầu bởi J. O. M. Roberts qua West Ridge, tiếp cận từ phía Bắc. Về độ cao, khoảng cách đến đỉnh cao hơn, cụ thể là Annapurna I East Peak khoảng 29,02 km hoặc 18,03 mi) và nổi bật là phần lồi khoảng 2.437 m hoặc 7.995 ft), Annapurna II không xếp sau Annapurna IT. Nó là ngọn núi cao thứ 16 trên thế giới.
Năm 1983, Tim Macartney-Snape đã lên kế hoạch tham gia vào một cuộc thám hiểm tới Annapurna II (7.937 m hoặc 26.040 ft) để đạt đến đỉnh cao thông qua lần đi lên đầu tiên đến phiad nam của núi. Nhưng họ bị trì hoãn bởi một trận bão tuyết và đoàn thám hiểm hết thức ăn trong năm ngày qua. Họ đã được báo cáo đã mất tích khi đoàn thám hiểm cuối cùng trở lại.
Vào ngày 2 tháng 2 năm 2007, Philipp Kunz, Lhakpa Wangel, Temba Nuru và Lhakpa Thinduk là những người đầu tiên lên cao vào mùa đông. Nhóm đã nghiên cứu theo lộ trình đi lên đầu tiên từ phía bắc.